# Blastocladiella anabaenae
Blastocladiella anabaenae är en svampart som beskrevs av Canter & Willoughby 1964. Blastocladiella anabaenae ingår i släktet Blastocladiella och familjen Blastocladiaceae.   Inga underarter finns listade i Catalogue of Life.